# Sabaneta
Sabaneta este un municipiu din departamentul Antioquia, Columbia.